# Alexander Meschtscherjakov
Alexander Meschtscherjakov (* 1972 in Salzburg) ist ein österreichischer Informatiker.

## Leben
Alexander Meschtscherjakov besuchte das Christian-Doppler-Gymnasium und studierte Computerwissenschaften an der Universität Salzburg. Seine Masterarbeit trägt den Titel Verlustfreie Kompression–Lempel-Ziv-Algorithmen. Er promovierte 2011 mit der Arbeit Mobile Attachment – Investigating Emotional Attachment to Mobile Devices and Services from an HCI Perspective und habilitierte sich 2019 im Fach Human-Computer Interaction.
Meschtscherjakov forscht und lehrt seit 2006 am Center for Human-Computer Interaction der Universität Salzburg. Neben seiner Tätigkeit als Gutachter für zahlreiche Zeitschriften (z. B. CHI, DIS, TOCHI, PUC, AutoUI, Persuaiseve) und diversen organisatorischen Aktivitäten wie der Organisation von akademischen Konferenzen (z. B. CHI Play 2021) ist er Leiter des vom österreichischen Wissenschaftsfonds FWF geförderten Doktoratsprogramm doc.hci: Designing Meaningful Human-Technology Relations.

## Publikationen

### Artikel in Zeitschriften und Sammelbänden (Auswahl)
- mit Lisa Burr et al.: Breathing Training on the Run. Exploring Users Perception on a Gamified Breathing Training Application During Treadmill Running. In: Nilufar Baghaei et al. (Hrsg.): Persuasive Technology. Springer International Publishing, 2022, ISBN 978-3-03098438-0, S. 58–74, doi:10.1007/978-3-030-98438-0_5 (englisch).

### Herausgeberschaft
- Alexander Meschtscherjakov (Hrsg.): Persuasive Technology. 11th International Conference (Salzburg, April 5-7, 2016). Springer, Cham 2016, ISBN 978-3-319-31510-2 (englisch).